# HD 10975
HD 10975 — одиночная звезда в созвездии Андромеды на расстоянии приблизительно 382 световых лет (около 117 парсек) от Солнца. Видимая звёздная величина звезды — +5,929m.
Вокруг звезды обращается, как минимум, одна планета.
Исходя из положительной радиальной скорости, звезда удаляется от Солнца. Звезда видима невооружённым глазом на ночном небе.

## Характеристики
HD 10975 — оранжевый гигант спектрального класса K0III, или G5. Масса — около 1,41 солнечной, радиус — около 9,872 солнечного, светимость — около 61,64 солнечной. Эффективная температура — около 4892 K.

## Планетная система
В 2021 году группой астрономов у звезды обнаружена планета HD 10975 b.
В 2019 году учёными, анализирующими данные проектов HIPPARCOS и Gaia, у звезды обнаружена планета HIP 8423 c.